# Fe
|  | Aquest article tracta sobre la creença inefable. Si cerqueu l'element químic, vegeu «ferro». |

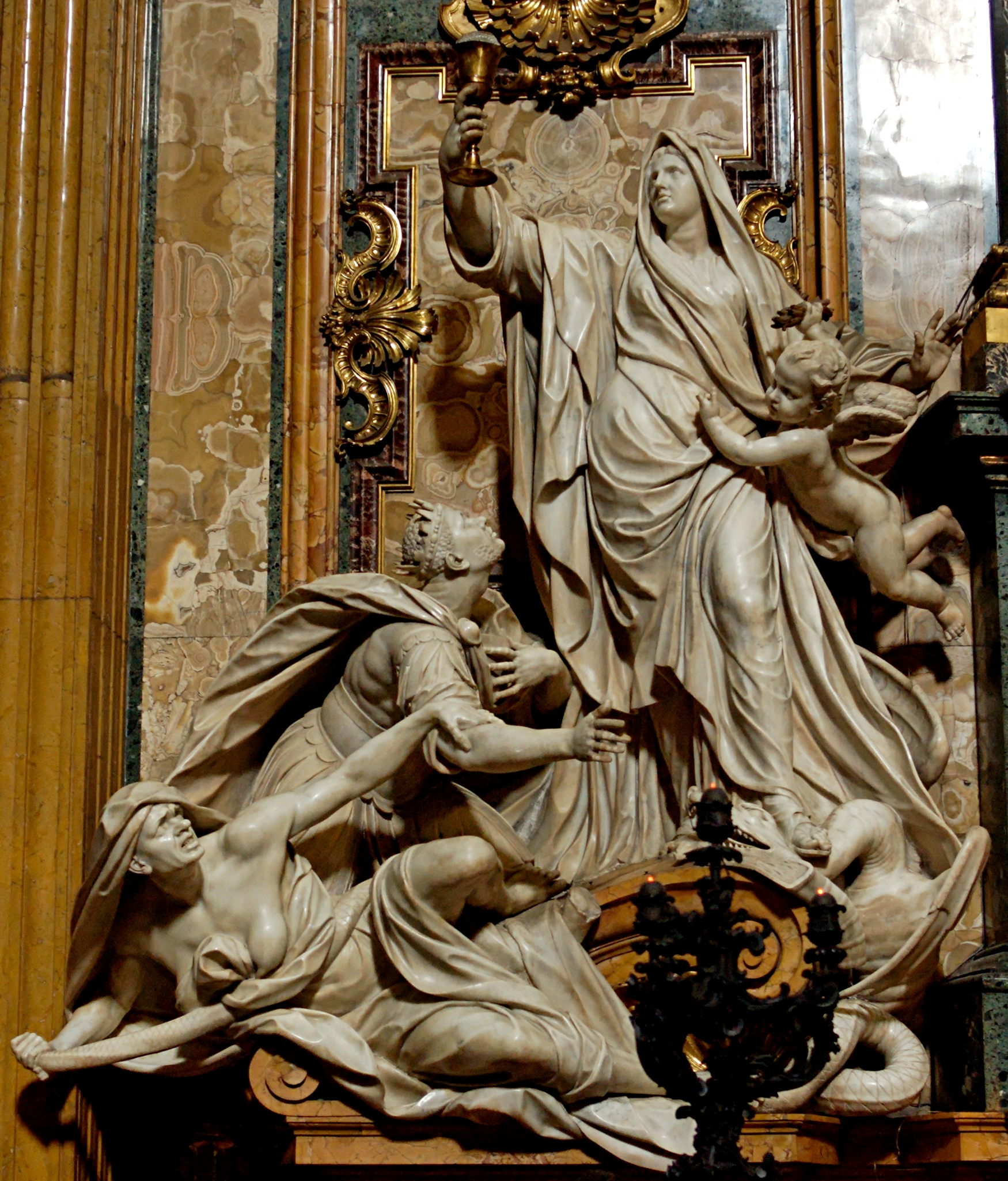
Triumph of Faith over Idolatry. Jean-Baptiste Théodon (1646–1713)

La fe és la creença no fonamentada en la raó o identificació en un déu, religió, realitat o ideal que es pren com a veritat existencial basada en l'experiència vital de les realitats no materials. També es pot considerar fe el convenciment que una cosa o fet és veritat, sense necessitat de comprovar-ho o experimentar-ho. Està associada a la voluntat de creure i a la confiança.

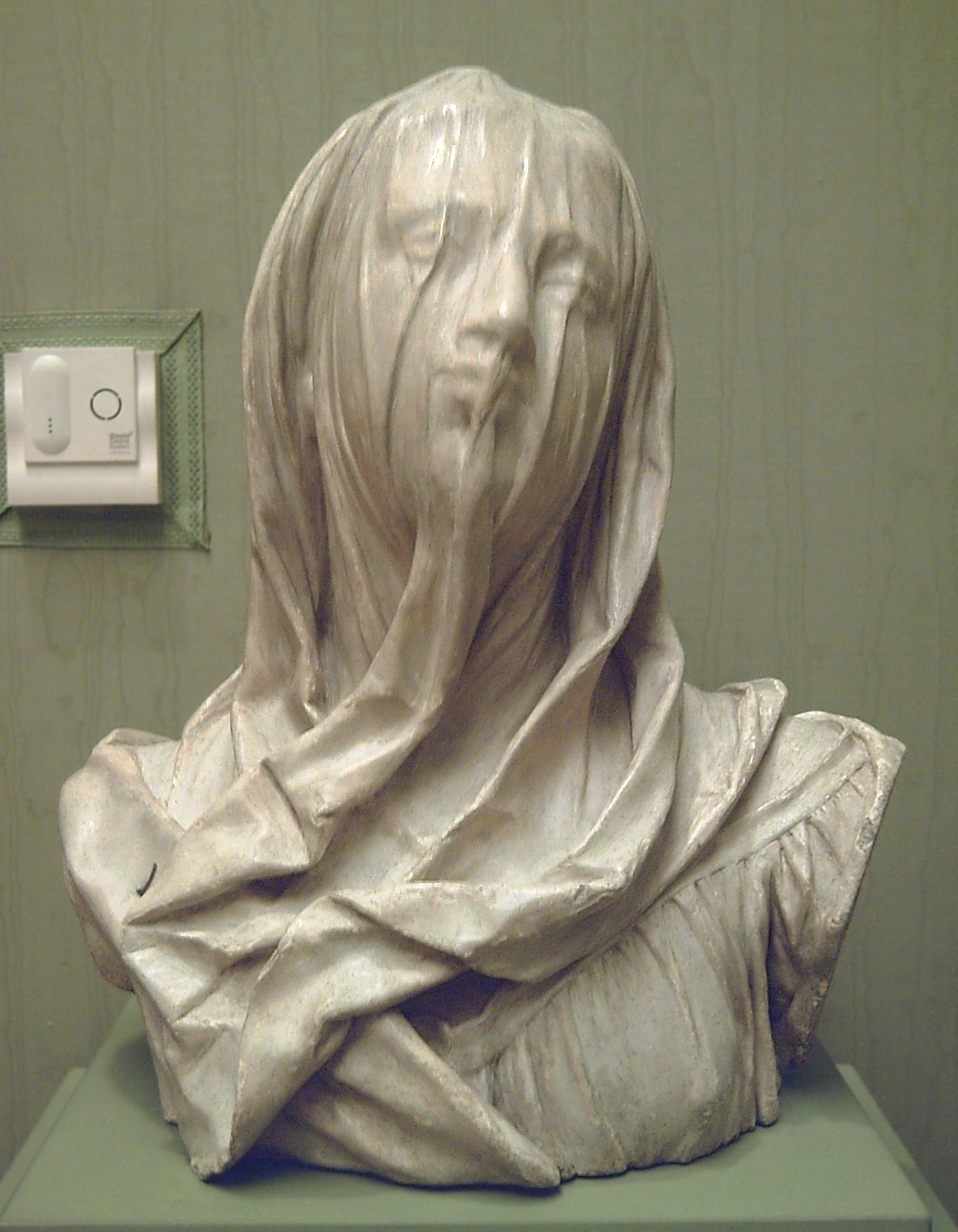

Alguns partidaris del racionalisme critiquen la fe justament perquè no requereix proves externes i es considera autònoma de la raó. Altres, però, creuen que la fe és inherent a tots els processos del pensament, fins i tot els científics, ja que hi ha un moment en què manca la certesa i cal confiar en el resultat per continuar avançant.
Des d'una perspectiva artística Stephen Spender remarca a The Making of a Poem que la fe és una de les qualitats bàsiques en la construcció d'un poema. De fet ho és també en la construcció de qualsevol obra artística. Equival a l'autoestima amb què un autor aborda l'obra. Sent que la feina que fa esdevindrà una obra perfecta. No pot dubtar, com no pot fer-ho un trapezista en un salt mortal. De fet, l'autocrítica és cosa de després, quan l'obra s'ha acabat.

## Cristianisme
La fe en el cristianisme es basa en l'obra i en les ensenyances de Jesús de Natzaret. El cristianisme declara no caracteritzar-se per la fe, sinó per l'objectiu de la fe. En comptes de ser passiva, la fe condueix a una vida activa alineada amb els ideals i exemple de vida de Jesús.
| «              | La fe és posseir anticipadament allò que esperem, és conèixer realitats que no veiem. | » |
| — Hebreus 11:1 |                                                                                       |   |

L'actitud de la voluntat en la fe la descriu Sant Agustí d'Hipona de la manera següent: «credere non potest nisi volens» (no es pot creure si no es vol), i Sant Tomàs d'Aquino fa èmfasi en la unió entre voluntat i pensament en dir que «la fe és retenir per segurament veritats certes afirmacions intel·lectuals, sota l'influx i l'adhesió de la voluntat».

### Antic Testament
Els termes emprats amb més freqüència a l'Antic Testament per representar l'actitud de la fe són batāh —esperar confiadament en...— i amān —mantenir-se fidel a.... Les arrels anteriors es corresponen al Nou Testament per élpis, elpizo i pístis, pistéou respectivament. Totes dues paraules posen de manifest les dues característiques del vertader creient: «confiança en la persona que revela» i «adhesió de l'intel·lecte als seus signes i paraules».
Des de la fe d'Adam i Eva a la qual fa referència el Gènesi on, tot i el pecat comès per ells, Déu els prometé un Salvador fins a la fe d'Abraham que arribà al seu punt àlgid quan acceptà sacrificar el seu fill Isaac per obeir Déu, s'han succeït gran quantitat d'esdeveniments de fe en Ell. Els llibres posteriors, l'Èxode, Levític i Deuteronomi, continuen narrant esdeveniments en els quals la fe hi era present, i en d'altres absent, però amb retorn posterior a la seva fe en Déu, i aquesta es concretà en els Deu Manaments donats a Moisès al mont Sinaí. El caràcter obligatori i les disposicions internes dels homes a acomplir els Manaments és de gran tradició deuteronòmica; en el pla personal, la fe exigeix el lliurament de tot el cor.
Les situacions i experiències del «poble escollit» a la «terra promesa» variaren segons llur fidelitat a l'Aliança amb Jahvè des de Josuè, Samuel, David i Salomó. Després d'ell, hi hagué reis que obraren bé i d'altres que no. La fe dels reis estava suportada, sobretot, en la confiança. Aquesta confiança la tingué el rei Ezequies en veure's envoltat per un exèrcit siri molt més potent i, posteriorment, en la lluita dels Macabeus contra els gentils.,
Els «Profetes» de l'Antic Testament tenien una gran força que els venia de la fe i de llur interpretació de situacions històriques o personals com precedents de Déu atès que llur missatge es dirigia a les nacions, als jueus, i generalment comunicaven coneixements o senyals. En alguns casos, aquests coneixements arribaven a un grau d'intimitat important com passava amb Jeremies que digué: «Els donaré un cor per conèixer-me». És un coneixement que es dirigia a les obres i a la vida.
D'altres profetes continuaren tractant temes de coneixement interior i exterior arran de la fe. En el Llibre de Daniel es parla d'un Déu que coneix i revela secrets. La fe en Déu els donava el poder d'interpretar allò misteriós i allò difícil. L'activitat dels profetes es caracteritzava per l'ànsia de desenvolupar i confirmar la fe del poble, tan fuetejat per les condicions de la seva època, que havia de romandre fidel al principi fonamental de la seva vida: «Jahvè és Déu, l'únic Déu». El Llibre dels Salms presenta també aquesta veritat ferma, sobretot en moments en què l'home, el poble, patia i apel·lava Déu perquè el salvés.
Als llibres sapiencials, la fe es presenta com indispensable i necessària: la vertadera saviesa inclou la fe. Les facultats superiors, les intel·lectuals, de l'home estan dirigides a la recerca de Déu. Igualment, «tota saviesa prové de Déu» que, a més a més, pot comunicar-la als homes. Per això, si bé és un exercici d'una facultat superior de l'home, és una dependència, i àdhuc pobresa, en qualsevulla saviesa humana.
Ja a l'Antic Testament hi ha mostres de la negació de la fe que, generalment, broten del desig d'autosuficiència de l'home. Un exemple és la fabricació d'un anyell d'or pels hebreus, —Ex, 32— un déu creat pels mateixos homes perquè Moisès trigava a baixar del mont Sinaí. D'altres vegades la incredulitat, individual i col·lectiva, que es produí durant segles, venia d'una visió còmoda i terrena de les coses, fins i tot arribà a ser indiferència en moltes ocasions. La manca de fe arribarà fins als coetanis de Crist, una incredulitat d'obstinació dels jueus i, especialment, dels fariseus, els caps espirituals dels propis jueus que àdhuc el detingueren i el crucificaren.

### La revelació al Nou Testament
Als Evangelis la fe hi apareix totalment lligada a la revelació del Regne de Déu, la base i fonament del qual és el propi Jesucrist que revela la doctrina, no com els antics profetes, sinó com qui té autoritat, autoritat que, alhora, estava confirmada pels miracles — Mt 7,7; Mc 1,22; Lc 4,32 — i per tenir-la, Jesucrist deixà clar que la fe és un do de Déu, una virtut sobrenatural donada per Ell.
Les dues vessants de la gràcia de la fe i de la correspondència humana a ella es reflecteixen en la confessió de Sant Pere —Mt 16, 16-18—, en la del centurió, que Jesús considerà com meravellosa —Mt 8,10; Lc 7,1-10— atès que el propi centurió sabia el que era l'autoritat i en sentir la paraula de Jesucrist veié que parlava amb autoritat —Lc 7,7. El vertader model de fe es reflecteix en la Mare de Déu. En un pla inferior al de la fe de la Verge Maria, hi ha la fe del cec Bartimeu, de Jaire, de l'hemorroisa, del leprós, del paralític, la cananea i d'altres molts més curats o tornats a la vida per Jesucrist.,

### La fe, un acte humà
La fe és una gràcia, un do de Déu; per donar resposta a la fe cal la gràcia de Déu que ajuda i s'avança a les persones i mou llurs cors per dirigir-los a Ell. Tanmateix, creure és un acte autènticament humà, que no és contrari a la intel·ligència ni a la llibertat de l'home. En la vida corrent, en les relacions humanes creure el que diuen altres persones no és contrari a la dignitat pròpia. Per aquesta raó és menys contrària a la dignitat de la persona creure i posar la intel·ligència i la voluntat sota allò que Déu revela.

### Necessitat de la fe
Segons l'Església Catòlica, per obtenir la salvació cal creure en Crist i en Qui l'envià, atès que sense la fe no es pot agradar a Déu. De la mateixa manera que la fe és un do gratuït que fa Déu a cada persona, en ser voluntari l'acte de fe, també pot perdre's voluntàriament —1 Tm 1, 18-19. Si es té fe, per perseverar-hi, segons l'Església, cal alimentar-se amb la paraula de Déu i sostenir-la amb l'esperança.

## Crítiques
D'acord amb Bertrand Russell, «No parlem de la fe que dos i dos són quatre o que la terra és rodona. Només parlem de la fe quan volem substituir l'evidència per l'emoció». Bertrand Russell considerava que tota fe és perjudicial. A la seva obra Human Society in Ethics and Politics, en su capítulo Will Religious Faith Cure Our Troubles? (La fe religiosa pot posar remei als nostres problemes?) va argumentar que aquest procés és una font de violència, ja que pobles diferents substitueixen l'evidència per emocions diferents. Russell va denunciar que, pel fet que cap pot defensar-se racionalment, el proselitisme de nens petits i, si cal, la guerra són conseqüències inevitables d'albergar fortament qualsevol fe.
Richard Dawkins descriu la fe com una creença sense evidència; un procés actiu de no pensar. Va afirmar que és una pràctica que només degrada la nostra entesa del món natural en permetre-li a qualsevol fer una declaració sobre la naturalesa que està basada únicament en els seus pensaments personals i les seves percepcions possiblement distorsionades, que no requereix examinar-la amb la realitat, no té habilitat per realitzar prediccions fiables i coherents i no està subjecta a revisió per parells. Aquesta visió ha de ser matisada, ja que, si bé la ciència rigorosa ha de ser contrastable i quantificable, això no vol dir que fora del coneixement experimental no es puguin trobar veritats respectables. El contrari seria, no ja ciència, sinó cientifisme.
El Dr. Peter Boghossian, professor de filosofia de la Universitat de Portland, autor i membre honorari de la Global Secular Council, critica que les definicions actuals de fe no reflecteixen fidelment el seu significat. Argumenta que quan les persones usen la paraula fe, com a "Jo tinc fe a X", realment no tenen confiança a X o esperança que X sigui veritable, sinó que declaren que saben que X és veritable. A més, sosté que la fe només s'alberga en l'absència de bona evidència que doni suport a la creença. En aquesta situació, Boghossian raona que la fe és una afirmació de coneixement sense evidència que la justifiqui. Per tant, proposa la definició següent com la millor descripció de fe en el seu ús real: “Fingir saber alguna cosa que no saps”.